# Етре – Поліньї – Таво
Етре – Поліньї – Таво (D'Étrez – Poligny – Tavaux) – спеціалізований трубопровід, призначений для транспортування продукції соляних копалень.
1930 року почав роботу хімічний завод в Таво, в основі виробничого циклу якого лежав електроліз хлориду натрію. З 1932-го подачу сировини забезпечував розсолопровід від соляної копальні Поліньї, що знаходилась менш ніж за чотири десятки кілометрів від Таво.
За кілька десятиліть схему поставок модернізували. З 1977-го почалось спорудження підземного сховища природного газу в Етре, для чого соляний пласт розмивали зі створенням штучних каверн. Отриманий розсіл спрямовували по трубопроводу завдовжки 75 кілометрів та діаметром 400 мм до Поліньї, де закачували у місцевий соляний пласт. Тут розсіл додатково насичувався хлоридом натрію та після виходу на поверхню відправлявся до Таво, при цьому в 1970-х між Поліньї та Таво проклали нову нитку розсолопроводу завдовжки 36 км та діаметром 508 мм. 
З 2011-го копальня Поліньї припинила роботу через вичерпання запасів, проте вже у 2007-му поблизу Етре почалось спорудження соляної копальні Марбо, яка працює за такою ж схемою, що й Поліньї, та донасичує розсол Етре.
Також відомо, що на ділянці Етре – Поліньї максимальний робочий тиск становить 6,4 МПа, що забезпечує продуктивність у 400 м3/годину (проєктна продуктивність копальні Етре/Марбо становить 7 тис м3 на добу).